# Pius Fischer (Fussballtrainer)
Pius Fischer (* 11. Dezember 1953) ist ein liechtensteinischer Fussballtrainer.

## Karriere

### Trainerkarriere
Fischer begann seine Laufbahn bei den Schweizer Vereinen FC Wettingen und FC Sierre. Am 7. Juni 1984 leitete er die liechtensteinische Fussballnationalmannschaft beim 0:6 gegen Österreich. Dies war das zweite offizielle Länderspiel in der Geschichte des Liechtensteiner Fussballverbands, das dritte folgte erst knapp sechs Jahre später. Zur folgenden Saison 1984/85 wechselte er zum FC Schaan, für den er bis 1987 als Spielertrainer aktiv war. Später wurde er vom USV Eschen-Mauren verpflichtet, welche Position er dort bekleidete, ist unbekannt.
Fischer fungierte zudem seit dem Anfang seiner Karriere als Chef- oder Co-Trainer in einigen liechtensteinischen Fussballnationalmannschaften. Derzeit ist er unter anderem Co-Trainer der U18-Auswahl Liechtensteins.